# 마르코 츠비시히
마르코 츠비시히(독일어: Marco Zwyssig, 1971년 10월 24일, 장크트 갈렌 주 장크트 갈렌 ~)는 스위스의 전직 프로 축구 선수로, 현역 시절 중앙 수비수로 활약했다. 그는 장크트 갈렌과 바젤에서 활약한 것으로 잘 알려져 있다. 그는 스위스 국가대표팀에서도 활약했다. 현역 은퇴 후, 츠비시히는 홀로 시간제 평생교육 지도자이자 강사로 활동한다.

## 클럽 경력

### 고사우
츠비시히는 장크트 갈렌의 유소년부에서 시작해 U-21 선수단까지 승격했다. 1992년에 경영 경제학을 전공하면서, 그는 구단을 떠나 인근 아마추어 3부 리그 구단 고사우에 입단했다. 그는 선수 겸 감독인 로거 헤기 감독 뒤에 중앙 수비수로 활약했다. 고사우는 1992-93 시즌에 4조를 우승하고 플레이오프전을 끝으로 승격에 성공했다. 2부 리그에서 2년을 보내던 고사우는 강등당했다. 그러나, 바로 이듬해인 1995-96 시즌에도 4조를 우승하고 플레이오프전 끝에 다시 승격에 성공했다.

### 장크트 갈렌
이 시기에 장크트 갈렌은 갓 현역 은퇴한 헤기를 신임 감독으로 임명했다. 헤기는 1996-97 시즌을 앞두고 츠비시히의 장크트 갈렌 합류를 종용했다. 츠비시히는 결국 반 프로 계약을 체결하고 얼마 지나지 않아 주전 선수로 도약했다. 1997년에 학위 취득 후, 그는 첫 프로 계약을 체결했다. 헤기의 후임인 마르첼 콜러 감독의 지도 하에 츠비시히는 1999-2000 시즌에 주전 선수로 활약하며 스위스 리그 우승에 일조했다. 그에 따라 소속 구단은 이듬해 챔피언스리그 3차 예선전에 진출했지만, 갈라타사라이에 3-4로 패하며 UEFA컵 1차전으로 이동해 첼시를 합계 2-1로 이기고 2차전에 올랐지만, 클뤼프 브뤼허에 합계 2-3으로 패하며 떨어졌다.

### 바커 티롤
2001년, 츠비시히는 오스트리아 분데스리가의 바커 티롤로 이적해 2001-02 시즌에 오스트리아 리그를 우승했다. 츠비시히는 오스트리아 무대에서 고전했다. 구단은 임금 체불은 물론 급여 지급도 제대로 되지 않았다. 바커 티롤은 파산 신청을 했고, 그에 따라 주축 선수를 매각해야 했다. 츠비시히는 그 해 겨울 시즌에 이적이 불가피했다. 또한, 그는 구단을 상대로 소송전까지 벌여야 했다.

### 바젤
츠비시히는 2002년 1월에 바젤로 이적했고, 바젤 수뇌부는 그의 이적에 1.5M CHF를 오스트리아 구단에 지불했다. 그는 2001-02 시즌에 크리스티안 그로스 감독이 지휘하는 구단에 합류했다. 3번의 연습 경기에 출전한 츠비시히는 2002년 2월 17일에 콜롱비에와의 스위스컵 경기에서 처음 출전했다. 그는 1주일 후 국내 리그 첫 경기를 치렀는데, 이 경기는 루가노를 상대로 한 코르나레도 원정 경기였다. 역설적이게도, 그의 첫 바젤 골은 4월 4일에 에스펜모스 원정 경기에서 터졌는데, 그는 친정 구단 장크트 갈렌을 상대로 골망을 흔들었다. 바젤은 2002년 5월 8일에 열린 최종전에서 승리해 2위를 승점 10점 차이로 제치고 우승했다. 나흘 후, 바젤은 그라스호퍼를 상대하여 연장전 혈투 끝에 2-1로 이기며 2관왕을 달성했다.
바젤은 2002-03 시즌을 챔피언스리그 2차 예선전에서 시작했다. 이후 질리나를 합계 4-1로, 셀틱을 합계 3-3으로 비기고 원정 다득점 원칙으로 제치고 챔피언스리그 1차 조별 리그 무대를 밟았다. 바젤은 조별 리그를 2위로 마쳐 리버풀과 스파르타크 모스크바를 제치고 발렌시아와 함께 2차 조별 리그로 올라섰다. 그러나, 데포르티보를 제치고도 맨체스터 유나이티드와 유벤투스에 밀려 조 3위로 8강행에 실패했다. 츠비시히는 16번의 경기들 중 12번을 출전했고, 바젤은 리그를 준우승으로 마쳤자민, 뇌샤텔 샤막스를 6-0으로 제치고 대회 2연패에 성공했다. 컵 대회 우승으로 바젤은 UEFA컵 1차전에 진출했다. 그리고, 말라탸스포르를 합계 3-2로 실버 골과 함께 경기를 끝냈다. 그러나, 2차전에서는 뉴캐슬 유나이티드에만 2패를 당했다. 츠비시히는 대회를 통틀어 4경기에 모두 출전했다. 2003-04 시즌 리그는 처음 13경기를 모두 이기며 순조로이 시작했다. 첫 패배는 24차전에서 당했다. 바젤은 26승 3무로 무난히 리그 정상에 올랐는데, 패한 3경기는 모두 원정 경기로, 총 85점을 획득했다. 츠비시히는 총 36번의 리그 경기 중 30번을 출전했다. 그러나, 컵대회에서는 3차전에서 떨어지며 조기에 3연패가 무산되었다. 츠비시히는 알레와의 1차전과 우라니아 주네브 스포르와의 2차전에서 모두 득점에 성공했다.
스위스의 리그 우승 구단 자격으로, 바젤은 2004-05 시즌 챔피언스리그 3차 예선전에 진출했지만, 인테르나치오날레에 합계 2-5로 패하며 조별 리그에 진출하지 못했다. 바젤은 UEFA컵 무대로 떨어졌다. 테레크 그로즈니를 1차전에서 격파한 바젤은 조별 리그에 올랐다. 샬케 04에 1-1로 비기고, 하트 오브 미들로디언과의 안방에서 패했다. 그러나, 페렌츠바로시 원정 2-1 승리, 페예노르트 안방 1-0 승리로 바젤은 조별 리그를 3위로 마쳐 결선 토너먼트에 진출했다. 바젤은 UEFA컵 32강전에서 릴을 상대했는데, 2005년 2월 17일에 장크트 야코프-파르크에서 득점 없이 비겼지만, 2차전에서 0-2로 패해 탈락했다. 바젤은 2004-05 시즌의 17번 안방 경기에서 무패를 달성했는데, 이 기간에 13승 4무를 기록했다. 바젤은 리그를 2위로 마친 툰을 10점 차이로 제치고 스위스 무대 정상에 올랐다. 2004-05 시즌 스위스컵 1차전에서 바젤은 인근 아마추어 구단 오버도어프와의 원정 경기에서 4-0으로 완승을 거두었다. 2차전에서는 하부 리그의 메랭에 3-1로 이겼다. 그러나, 3차전에서는 툰을 맞이하여 연장전 끝에 1-1로 패한 후, 바젤이 승부차기에서 3-4로 패했다.
시즌이 막을 내리면서 츠비시히는 현역에서 은퇴했다. 그는 바젤 소속으로 총 173번의 경기에 출전해 5골을 기록했다. 이 중 93번의 경기는 스위스 슈퍼리그 경기에 출전했고, 14번의 스위스컵, 그리고 유럽대항전(챔피언스리그와 UEFA컵)에서는 23번 출전했고, 43번의 친선 경기였다. 그는 국내 리그에서 3번, 컵대회에서 2골을 기록했다.

## 국가대표팀 경력
그는 2000년부터 2004년까지 국가대표팀에서 활약했지만, 같은 역할을 맡는 선수들 간 경쟁이 격렬해 1군으로 도약하지 못했다. 그는 20번의 국가대표팀 경기에 출전해 1골을 기록했고, 유로 2004 명단에 이름을 올렸지만, 출전하지는 못했다.

## 사생활
츠비시히는 장크트 갈렌 대학교에서 경영을 중심으로 경제학을 전공해 1997년에 학위를 취득했다. 현역 은퇴 후, 츠비시히는 독자적 활동을 했는데, 평생 교육 강사로이자 지도자로 부분 시간 활동했다. 2021년 6월 11일, 스위스 축구 협회는 2021년 7월 1일을 기점으로 취리히와 장크트 갈렌 지역의 푸테코 개발 담당자로, U-15 연령대 선수 및 감독들을 주시했다.

## 수상
고사우
- 나치오날리가 B 승격: 1992–93, 1995–96

장크트 갈렌
- 나치오날리가 A: 1999–2000

바커 티롤
- 오스트리아 분데스리가: 2001–02

바젤
- 스위스 슈퍼리그: 2001–02, 2003–04, 2004–05
- 스위스컵: 2002–03

## 참고 문헌
- Die ersten 125 Jahre. Publisher: Josef Zindel im Friedrich Reinhardt Verlag, Basel. ISBN 978-3-7245-2305-5
- Verein "Basler Fussballarchiv" 홈페이지